# Guinn Smith
Owen Guinn Smith (McKinney, 2 mei 1920 – San Francisco, 20 januari 2004) was een Amerikaans atleet, die gespecialiseerd was in het polsstokhoogspringen. Hij werd olympisch kampioen en tweemaal Amerikaans kampioen (in- en outdoor) op deze discipline.
Hij verhuisde naar Californië toen hij nog een kind was. Eerst deed hij aan hoogspringen, maar de universiteit UC Berkeley waarop hij wilde studeren had al een aantal sterke hoogspringers. Hierdoor besloot hij zich op het polsstokhoogspringen toe te legen. In 1941, het jaar voordat hij afstuderdeerde, won hij de Universiteitskampioenschappen (NCAA). Tijdens de rest van de Tweede Wereldoorlog diende hij luchtmachtpiloot in Azië.
Als Amerikaans kampioen hoogspringen reisde hij af naar de Olympische Spelen van 1948 in Londen. Tijdens een regenachtige wedstrijd won hij een gouden medaille bij het polsstokhoogspringen. Met een beste poging van 4,30 m versloeg hij de Fin Erkki Kataja (zilver; 4,20) en zijn landgenoot Bob Richards (brons; 4,20).
Hij stierf op 83-jarige leeftijd aan emfyseem.

## Titels
- Olympisch kampioen polsstokhoogspringen - 1948
- Amerikaans kampioen polsstokhoogspringen - 1947
- Amerikaans kampioen polsstokhoogspringen (indoor) - 1947
- NCAA kampioen polsstokhoogspringen - 1941
- IC4A kampioen polsstokhoogspringen - 1940

## Palmares

### Polsstokhoogspringen
- 1948:  OS - 4,30 m

1896: Welles Hoyt ·
1900: Irving Baxter ·
1904: Charles Dvorak ·
1908: Edward Cook & Alfred Gilbert ·
1912: Harry Babcock ·
1920: Frank Foss ·
1924: Lee Barnes ·
1928: Sabin Carr ·
1932: Bill Miller ·
1936: Earle Meadows ·
1948: Guinn Smith ·
1952: Bob Richards ·
1956: Bob Richards ·
1960: Don Bragg ·
1964: Fred Hansen ·
1968: Bob Seagren ·
1972: Wolfgang Nordwig ·
1976: Tadeusz Ślusarski ·
1980: Władysław Kozakiewicz ·
1984: Pierre Quinon ·
1988: Serhij Boebka ·
1992: Maksim Tarasov ·
1996: Jean Galfione ·
2000: Nick Hysong ·
2004: Tim Mack ·
2008: Steven Hooker ·
2012: Renaud Lavillenie ·
2016: Thiago Braz da Silva ·
2020: Armand Duplantis ·
2024: Armand Duplantis